# Andreas Buntzen (1781-1830)
 For alternative betydninger, se Andreas Buntzen. (Se også artikler, som begynder med Andreas Buntzen)
Andreas Buntzen (født 18. september 1781 på Christianshavn, død 9. juni 1830) var en dansk handelsmand. Han var søn af brygger Andreas Buntzen og far til lægen Andreas Buntzen. 
Den ældre Andreas Buntzen grundlagde 1772 en betydelig handelsforretning. Heri optogs sønnen og blev efter faderens død 1810 eneste indehaver af firmaet Andreas Buntzen og Søn, et af de betydeligste handelshuse i sin tid, "Danmarks glimrende Handelsperiode". Dets skibe sejlede ej alene på Østersøen og til Island, men også på Middelhavet og i oversøisk fart til Ostindien, Kina og Vestindien. Under krigen 1807-14 opbragte imidlertid englænderne adskillige værdifulde ladninger for firmaet, og da hertil senere stødte andre større uheld ved forlis og lignende, endte det endog med husets fallit (1820). I øvrigt fandt Buntzen under samme krig lejlighed til at udmærke sig som løjtnant i Livjægerkorpset, nemlig ved udfaldet i Classens Have under belejringen 1807. Som hædersminde skænkede korpset ham en æressabel; senere blev han også kaptajn. Han ejede først den gamle købmandsgård på hjørnet af Overgaden neden Vandet og Bådsmandsstræde, siden ejendommen på hjørnet af Overgaden oven Vandet og Christianshavns Vold, hvor han i lang tid boede sammen med sin søster, fru Saint-Aubain, dennes søn (Carl Bernhard) og sin kusine, fru Gyllembourg-Ehrensvärd (født Buntzen). Selv ægtede han 6. april 1809 Camilla Cecile Victoire du Puy, komponisten du Puys datter (født 1792, død 1871). Han var således både på den ene og den anden vis knyttet til den kreds af skønånder, hvis samliv og kunst gav denne tid sit åndelige præg. Han døde i et lille kommunalt embede som kornskriver.